# Benedetto Scafi
Benedetto Scafi (Santopadre, 23 luglio 1806 – Santopadre, 26 dicembre 1879) è stato un abate italiano. Fu autore del volume Notizie storiche di Santopadre del 1871.

## Biografia
Era discendente da una nobile famiglia di Santopadre, già presente in loco dal 1436, quando un antenato faceva il Magistrato. Studiò prima al Tulliano di Arpino, poi presso il seminario di Sora, e infine si trasferì a Roma per studiare diritto canonico. Nel 1829 fu ordinato sacerdote e gli fu affidata la responsabilità della chiesa di San Folco a Santopadre. 
Era di idee liberali, tanto che lo stesso Garibaldi gli inviò una lettera di ringraziamento per avergli inviato del denaro per gli insorti polacchi il 28 giugno 1863. Di questa lettera si parla nel numero 188 in data 11 luglio 1863 de Il Popolo d'Italia: "Al sacerdote Benedetto Scafi Santopadre, Caprera giugno 1863. Ricevetti il vostro denaro che farò pervenire agli insorti polacchi. Abbiatevi intanto una parola di ringraziamento, se la brutta genia dei preti vi rassomigliasse, l'umanità non sarebbe abbrutite e noi saremmo a Roma. Vostro Giuseppe Garibaldi.
Don Benedetto aveva supplicato il Papa di abbandonare il potere temporale. Il comune di Santopadre gli ha dedicato una via.